# XX Conferencia Anual de la FCCA
La XX Conferencia de la Asociación de Cruceros de Florida y el Caribe es una conferencia de la Asociación de Cruceros de Florida y el Caribe que se celebrará del 30 de septiembre al 4 de octubre del 2013, en la ciudad de Cartagena de Indias, Colombia.

## Elección
En la XIX Conferencia Anual de la FCCA que se llevó a cabo en Curazao, Cartagena de Indias fue escogida para albergar la vigésima edición de este evento que se llevará a cabo entre el 30 de septiembre y el 4 de octubre de 2013, en la que se espera la asistencia de mil participantes de esta industria y directivos de las 14 principales líneas de cruceros procedentes de Estados Unidos, Europa, El Caribe y Latinoamérica.
El jueves 4 de octubre la Florida-Caribbean Cruise Association (FCCA), le entregó la bandera oficial a Colombia.
El anuncio fue hecho por el ministro de Comercio, Industria y Turismo, Sergio Díaz-Granados.